# Emunot we-Deot
Sefer Emunot we-Deot (hebräisch ספר האמונות והדעות, dt. Buch der Glaubenslehren und Überzeugungen) (fertiggestellt 933) ist ein Text, der von Saadia Gaon geschrieben wurde und die erste systematische Präsentation und philosophische Fundierung jüdischer Glaubenslehren darstellt. Das Buch wurde ursprünglich arabisch als Kitāb al-Amānāt wal-iʿtiqādāt (arabisch كتاب الأمانات والإعتقادات) verfasst. Es wurde zunächst durch einen anonymen Autor in hebräischer Sprache paraphrasiert und später durch Jehuda ibn Tibbon (1186) ins Hebräische übersetzt.

## Kapitel
Das Werk besteht aus 10 Kapiteln, welche sich thematisch wie folgt abgrenzen lassen:
- 1. Die Welt wurde von Gott geschaffen.
- 2. Es gibt nur einen Gott und dieser verfügt über keinen Körper.
- 3. Der Glaube an die Offenbarung (einschließlich des göttlichen Ursprungs der Tradition).
- 4. Der Mensch wird zur Gerechtigkeit berufen und wird mit allen erforderlichen Qualitäten des Geistes und der Seele ausgestattet um die Sünde zu meiden.
- 5. Der Glaube an Lohn und Strafe.
- 6. Die Seele wurde als eine reine Seele geschaffen.
- 7–10. Der Glaube an die Auferstehung; an die Erwartung eines Messias, Vergeltung, und das jüngste Gericht.

## Textausgaben und Übersetzungen
- Frühe Ausgaben: Konstantinopel 1562, Amsterdam 1647, Berlin 1789 (mit Anmerkungen von O. L. Bensseb).
- hg. Yeruham Fischl: Sefer ha-emunot ve-ha-deʿot. Schnauss, Leipzig 1859 (Digitalisat BSB München), (hebräischer Text nach ibn Tibbon).
- hg. David Slucky: Sefer ha-emunot ve-ha-de'ot (= Sifre Ḥokhmat Yisra'el. 2). C. W. Vollrath, Leipzig 1864 (Digitalisat in der Google-Buchsuche) (hebräischer Text nach ibn Tibbon).
- hg. Samuel Landauer: Kitâb al-Amânât wa'l-I'tiqâdât. Brill, Leiden 1880 (arabischer Text in arabischer Schrift).
- hg. Yosef Ḳafaḥ: Sēfer han-nivḥar be-ĕmûnôt û-vĕdēʿôt. Māqôr wĕ-targûm (= Mahădûrā. Bd. 5). Dĕfûs hā-Ĕmunîm, Jerusalem 1970 (arabischer Text in hebräischer Schrift mit hebräischer Übersetzung).
- Alexander Altmann: The Book of Doctrines and Beliefs. In: Hans Lewy, Alexander Altmann, Isaak Heinemann (Hrsg.): Three Jewish Philosophers. Atheneum, New York NY 1985, ISBN 0-689-70126-8 (englische Teilübersetzung).
- Wilhelm Engelkemper: Die religionsphilosophische Lehre Saadja Gaons über die Hl. Schrift. Aus dem Kitâb al amánât wal i'tiqâdât übersetzt und erklärt. (= Beiträge zur Geschichte der Philosophie des Mittelalters. Texte und Untersuchungen. Bd. 4, 4, ZDB-ID 502679-9). Aschendorff, Münster 1903 (Digitalisate: UB Frankfurt, 1. in der Google-Buchsuche-USA, 2. in der Google-Buchsuche-USA, 3. in der Google-Buchsuche-USA).
- Julius Fürst: Die jüdischen Religionsphilosophen des Mittelalters oder Uebersetzungen der seit dem zehnten Jahrhundert verfaßten jüdischen Religionsphilosophien. Band 1: Emunot we-Dëot oder Glaubenslehre und Philosophie. Wigand, Leipzig 1845 (Nachdruck. Olms, Hildesheim u. a. 1970), (Digitalisate: UB Frankfurt, BSB München).
- Samuel Rosenblatt: The Book of Beliefs and Opinions (= Yale Judaica Series. Bd. 1, ISSN 0084-3369). Yale University Press, New Haven CT u. a. 1948 (mehrere Nachdrucke), (vollständige englische Übersetzung auf Grundlage des arabischen und hebräischen Texts).